# Canton de Blois-2
Le canton de Blois-2 est une circonscription électorale française située dans le département de Loir-et-Cher et la région Centre-Val de Loire.

## Histoire
Le canton de Blois-II a été créée par le décret du 13 juillet 1973 à la suite du démantèlement des anciens cantons de Blois-Est et de Blois-Ouest.
Il a été modifié par décret du 24 décembre 1984 créant le canton de Vineuil.
Un nouveau découpage territorial de Loir-et-Cher entre en vigueur à l'occasion des élections départementales de 2015. Il est défini par le décret du 21 février 2014, en application des lois du 17 mai 2013 (loi organique 2013-402 et loi 2013-403). Les conseillers départementaux sont, à compter de ces élections, élus au scrutin majoritaire binominal mixte. Les électeurs de chaque canton élisent au Conseil départemental, nouvelle appellation du Conseil général, deux membres de sexe différent, qui se présentent en binôme de candidats. Les conseillers départementaux sont élus pour 6 ans au scrutin binominal majoritaire à deux tours, l'accès au second tour nécessitant 12,5 % des inscrits au 1er tour. En outre la totalité des conseillers départementaux est renouvelée. Ce nouveau mode de scrutin nécessite un redécoupage des cantons dont le nombre est divisé par deux avec arrondi à l'unité impaire supérieure si ce nombre n'est pas entier impair, assorti de conditions de seuils minimaux. Dans le Loir-et-Cher, le nombre de cantons passe ainsi de 30 à 15. Le canton de Blois-2 est agrandi par ce décret.

## Géographie
Ce canton est organisé autour de Blois dans l'arrondissement de Blois. Son altitude varie de 63 m (Blois) à 135 m (Blois) pour une altitude moyenne de 97 m.

## Représentation

### Représentation de 1973 à 2015
| Période | Période | Identité      | Étiquette              | Qualité |
| ------- | ------- | ------------- | ---------------------- | --- |
| 1973    | 1979    | Robert Moreau | Centriste puis UDF-CDS | Cadre à la coopérative agricole La Franciade Suppléant du député Pierre Sudreau Maire de Vineuil (1956-1998) Elu en 1985 dans le nouveau Canton de Vineuil                                                                      |
| 1979    | 2004    | Michel Eimer  | PS                     | Principal de collège Maire de Saint-Gervais-la-Forêt (1983-1995) |
| 2004    | 2015    | Michel Fromet | PS                     | Professeur de collège Ancien adjoint au maire d'Onzain (1977-1983) Conseiller municipal de Blois (1989-2014), 1er adjoint de Blois (1989-2001) Député (1988-1993, 1994-1997 et 2000-2002) Elu en 2015 dans le Canton de Blois-3 |

Michel Eimer a parrainé la candidature d'Huguette Bouchardeau à l'élection présidentielle de 1981.

### Représentation après 2015
| Période élective | Période élective | Mandat | Mandat           | Identité            | Nuance | Nuance | Qualité |
| ---------------- | ---------------- | ------ | ---------------- | ------------------- | ------ | ------ | --- |
| 2015             | 2021             | 2015   | 2019 (démission) | Stéphane Baudu      |        | MoDem  | Maire de La Chaussée-Saint-Victor (2014-2018) Député de la 1re circonscription de Loir-et-Cher (2018-2021)           |
| 2015             | 2021             | 2015   | 2021             | Marie-Hélène Millet |        | MoDem  | Ancienne conseillère générale du canton de Blois-1 (2001-2015)                                                       |
| 2015             | 2021             | 2019   | 2021             | Yves George         |        | MoDem  | Ancien maire de Menars                                                                                               |
| 2021             | 2028             | 2021   | en cours         | Stéphane Baudu      |        | MoDem  | Conseiller municipal de La Chaussée-Saint-Victor Ancien député de la 1re circonscription de Loir-et-Cher (2018-2021) |
| 2021             | 2028             | 2021   | en cours         | Marie-Hélène Millet |        | MoDem  | Conseillère sortante                                                                                                 |

### Résultats détaillés

#### Élections de mars 2015
À l'issue du 1er tour des élections départementales de 2015, deux binômes sont en ballottage : Stéphane Baudu et Marie-Hélène Millet (MoDem, 38,05 %) et Jean-Louis Berger et Christine Varneville (FN, 24,45 %). Le taux de participation est de 49,91 % (8 162 votants sur 16 352 inscrits) contre 53,42 % au niveau départemental et 50,17 % au niveau national.
Au second tour, Stéphane Baudu et Marie-Hélène Millet (MoDem) sont élus avec 73,42 % des suffrages exprimés et un taux de participation de 50,25 % (5 559 voix pour 8 217 votants et 16 352 inscrits).

#### Élections de juin 2021
Le premier tour des élections départementales de 2021 est marqué par un très faible taux de participation (33,26 % au niveau national). Dans le canton de Blois-2, ce taux de participation est de 35,77 % (5 727 votants sur 16 012 inscrits) contre 35,86 % au niveau départemental. À l'issue de ce premier tour, deux binômes sont en ballottage : Stéphane Baudu et Marie-Hélène Millet (Modem, 41,47 %) et Isabelle Nouari et Denys Robiliard (PS, 35,71 %).
Le second tour des élections est marqué une nouvelle fois par une abstention massive équivalente au premier tour. Les taux de participation sont de 34,36 % au niveau national, 35,81 % dans le département et 36,1 % dans le canton de Blois-2. Stéphane Baudu et Marie-Hélène Millet (Modem) sont élus avec 56,17 % des suffrages exprimés (3 015 voix pour 5 782 votants et 16 016 inscrits),,.

## Composition

### Composition de 1973 à 1984
Lors de sa création en 1973, le canton de Blois-II comprenait :
- les communes de Montlivault, Saint-Claude-de-Diray, Vineuil, Saint-Gervais-la-Forêt, Chailles et Cellettes ;
- la portion de territoire de la ville de Blois située au Sud de la Loire.

### Composition de 1984 à 2015
Il est réduit par décret du 24 décembre 1984 et ne comporte alors plus que :
- les communes de Saint-Gervais-la-Forêt, Chailles et Cellettes ;
- la portion de territoire de la ville de Blois située au Sud de la Loire.

### Composition depuis 2015
| Nom                           | Code Insee | Intercommunalité           | Superficie (km2) | Population (dernière pop. légale)                | Densité (hab./km2) | Modifier                                    |
| ----------------------------- | ---------- | -------------------------- | ---------------- | ------------------------------------------------ | ------------------ | ------------------------------------------- |
| Blois (bureau centralisateur) | 41018      | CA de Blois « Agglopolys » | 37,46            | Fraction : 15 095 (2022) Commune : 47 092 (2022) | 1 257              | modifier les données · modifier les données |
| La Chaussée-Saint-Victor      | 41047      | CA de Blois « Agglopolys » | 6,63             | 4 488 (2022)                                     | 677                | modifier les données · modifier les données |
| Menars                        | 41134      | CA de Blois « Agglopolys » | 4,50             | 620 (2022)                                       | 138                | modifier les données · modifier les données |
| Saint-Denis-sur-Loire         | 41206      | CA de Blois « Agglopolys » | 12,40            | 904 (2022)                                       | 73                 | modifier les données · modifier les données |
| Villebarou                    | 41276      | CA de Blois « Agglopolys » | 9,11             | 2 558 (2022)                                     | 281                | modifier les données · modifier les données |
| Villerbon                     | 41288      | CA de Blois « Agglopolys » | 17,28            | 832 (2022)                                       | 48                 | modifier les données · modifier les données |
| Canton de Blois-2             | 4103       |                            |                  | 24 497 (2022)                                    |                    | modifier les données                        |

Le canton de Blois-2 est désormais composé de :
1. cinq communes entières,
2. la partie de la commune de Blois située au nord d'une ligne définie par l'axe des voies et limites suivantes : depuis la limite territoriale de la commune de Villebarou, avenue de Vendôme, rue de la Mare, rue Michel-Bégon, rue du Bellay, rue Bossuet, rue Etienne-Baudet, voie communale 151, sentier de l'Arrou, chemin du Val-de-l'Arrou, rue de Frileuse, chemin de Brisebarre, route de Château-Renault, rue du Moulin-Blanc, rue Racine, rue de Cabochon, rue Jacques-Gabriel, rue Charles-d'Orléans, rue Félix-Duban, rue Albert-Ier, rue Augustin-Thierry, ligne de chemin de fer, rue des Hautes-Granges, rue de la Paix, rue du Bourg-Neuf, rue Gallois, place Victor-Hugo, avenue du Docteur-Jean-Laigret, boulevard Chanzy, rue des Lices, ligne droite dans le prolongement de la montée de la Banque, montée de la Banque, rue des Ecuries-du-Roi, rue du Foix, rue de l'Arceau, ligne droite dans le prolongement de la rue de l'Arceau, cours de la Loire, jusqu'à la limite territoriale de la commune de la Chaussée-Saint-Victor.

## Démographie

### Démographie avant 2015

#### Évolution démographique
| 1975 | 1982 | 1990   | 1999   | 2006   | 2011   | 2012   |
| ---- | ---- | ------ | ------ | ------ | ------ | ------ |
| -    | -    | 11 349 | 12 882 | 14 103 | 14 012 | 14 146 |

#### Âge de la population
La pyramide des âges, à savoir la répartition par sexe et âge de la population, du canton de Blois-2 en 2009 ainsi que, comparativement, celle du département de Loir-et-Cher la même année sont représentées avec les graphiques ci-dessous.
La population du canton comporte 48,8 % d'hommes et 51,2 % de femmes. Elle présente en 2009 une structure par grands groupes d'âge similaire à celle de la France métropolitaine.
Il existe en effet 98 jeunes de moins de 20 ans pour cent personnes de plus de 60 ans, alors que pour la France l'indice de jeunesse, qui est égal à la division de la part des moins de 20 ans par la part des plus de 60 ans, est de 1,06. L'indice de jeunesse du canton est par contre supérieur à celui  du département (0,83) et à celui de la région (0,95).
| Hommes | Classe d’âge | Femmes |
| ------ | ------------ | ------ |
| 0,4    | 90 ans ou +  | 1,0    |
| 7,9    | 75 à 89 ans  | 9,2    |
| 15,4   | 60 à 74 ans  | 16,3   |
| 23,4   | 45 à 59 ans  | 21,9   |
| 20,2   | 30 à 44 ans  | 20,9   |
| 13,2   | 15 à 29 ans  | 11,7   |
| 19,5   | 0 à 14 ans   | 19,0   |

| Hommes | Classe d’âge | Femmes |
| ------ | ------------ | ------ |
| 0,5    | 90 ans ou +  | 1,5    |
| 8,8    | 75 à 89 ans  | 12,1   |
| 15,4   | 60 à 74 ans  | 16,1   |
| 21,2   | 45 à 59 ans  | 20,5   |
| 19,6   | 30 à 44 ans  | 18,7   |
| 15,9   | 15 à 29 ans  | 14,3   |
| 18,6   | 0 à 14 ans   | 16,8   |

### Démographie depuis 2015
En 2022, le canton comptait 24 497 habitants, en évolution de +6,65 % par rapport à 2016 (Loir-et-Cher : −1,15 %, France hors Mayotte : +2,11 %).
| 2013   | 2018   | 2022   |
| ------ | ------ | ------ |
| 22 634 | 23 387 | 24 497 |